# Friedrich-Ludwig-Jahn-Denkmal Wien

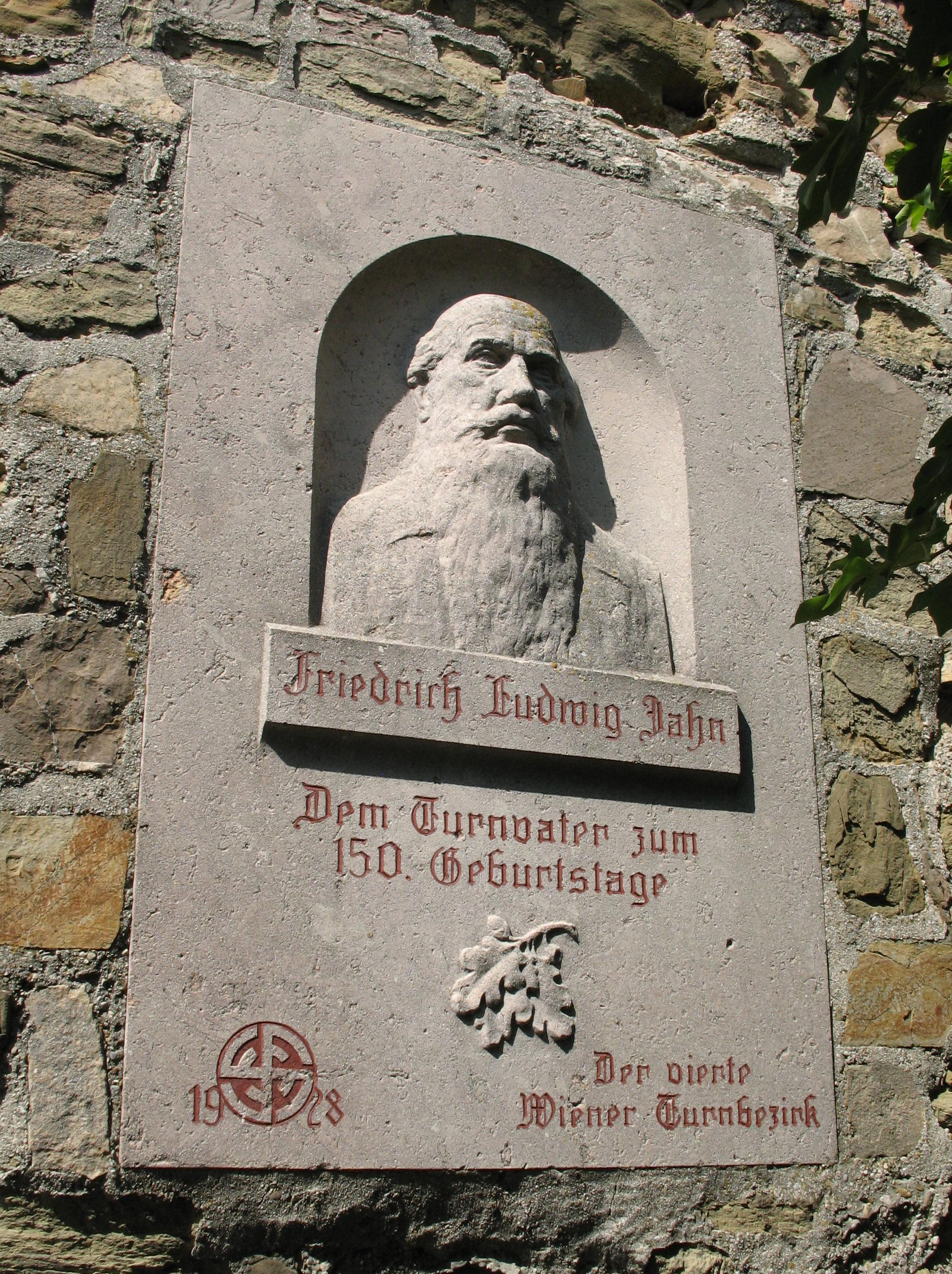
Wien Jahn Gedenktafel

Das Jahndenkmal auf dem Leopoldsberg im 19. Wiener Gemeindebezirk Döbling ist eine Marmortafel mit Reliefbild zu Ehren des „Turnvaters“ Friedrich Ludwig Jahn. Das vom „vierten Wiener Turnbezirk“ gestiftete Denkmal wurde im Jahre 1928 anlässlich des 150. Geburtstags Jahns enthüllt.

## Geschichte
1861 erfolgte die Gründung des ersten Turnvereins in Wien (EWTV). In den nächsten Jahrzehnten wuchs die Anzahl an Vereinen und Mitgliedern unter dem Dach des Deutschen Turner-Bunds. Dieses Wachstum wurde 1933/34 mit der austrofaschistischen Machtübernahme eingegrenzt, da viele Vereine nationalsozialistisches Gedankengut aufwiesen.
Der vierte Wiener Turnbezirk war ein Zusammenschluss von Turnvereinen aus den 2., 20., 21. und 22. Gemeindebezirken. Dieser gab den Auftrag an den Bildhauer Georg Leisek zur Errichtung eines Denkmals, das zu Jahns 150. Geburtstag fertiggestellt und am 21. Oktober 1928 enthüllt wurde.

## Charakterisierung
Die Gedenktafel ist aus Untersberger Marmor und befindet sich im öffentlichen Raum an der Mauer der Burg am Leopoldsberg. Im Zentrum befindet sich ein Reliefporträt Friedrich Ludwig Jahns mit seinem Namen in roter, gotischer Schrift. In der unteren Hälfte ist die Inschrift „Dem Turnvater zum 150. Geburtstage“, der Name des Turnbezirks sowie das Jahr mit dem „Turnkreuz“ eingemeißelt. Das Kreuz besteht aus vier rundlichen Fs, die für den von Jahn geprägten Leitsatz der Turnerbewegung stehen: „Frisch, frei, fröhlich und fromm – ist des Turners Reichtum“. Das Kreuz stellt mit den als Hakenkreuz stilisierten Fs eine in Österreich übernommene Variation des Turnerkreuzes dar.

## Erinnerungspraktiken
Am Denkmal selbst finden, ebenso an vergleichbaren Denkmälern, diverse Erinnerungspraktiken statt. Diese werden von Personen, Vereinen und Gruppen ausgeübt, die sich in der turnpädagogischen oder ideologischen Tradition Jahns wiederfinden oder gegen sein Erbe protestieren. Ebenso kann es eine Kombination aus mehreren Haltungen zum "Turnvater" sein, wie etwa Vereine aus der Tradition des Arbeiter:innensportes (wie die ASKÖ), die sich sowohl mit der Tradition der Turnbewegung identifizieren als auch gegen Jahns völkischem Nationalismus und Antisemitismus protestieren. Ebenso gibt es deutschnationale Vereinigungen wie die Burschenschaften, die das Turnen praktizierten aber in erster Linie Friedrich Ludwig Jahn als Vordenker der Urburschenschaft gedenken.
Ein Beispiel wären die regelmäßigen Aufmärsche rechtsextremer Gruppen auf dem Leopolds- und Kahlenberg. Auf diesen befindet sich eine Denkmalslandschaft, bestehend aus einer Vielzahl an Denkmälern, die unter anderem der Schlacht am Kahlenberg 1683 und der "Abwehr der Osmanen" gedenken.